# Coppa d'Asia 1989 (calcio femminile)
La Coppa d'Asia femminile 1989, nota anche come 1989 AFC Women's Asian Cup, è stata la settima edizione della massima competizione asiatica di calcio femminile organizzata dalla Asian Football Confederation (AFC). Il torneo, che nella sua fase finale ha visto confrontarsi otto nazionali, si è disputato a Hong Kong dal 18 al 29 dicembre 1989.
Il torneo è stato vinto dalla Cina per la seconda volta consecutiva che in finale ha sconfitto Taipei cinese per 1-0.

## Stadi
Gli incontri del torneo vennero disputati in due stadi.
| Hong Kong | Hong Kong         | Hong Kong        |
| --------- | ----------------- | ---------------- |
| Hong Kong | Hong Kong Stadium | Mong Kok Stadium |
| Hong Kong | Capacità: 40 000  | Capacità: 6 664  |
| Hong Kong |                   |                  |

## Squadre partecipanti
- Cina
- Corea del Nord
- Giappone
- Hong Kong

- Indonesia
- Nepal
- Taipei cinese
- Thailandia

## Fase a gruppi

### Gruppo A

#### Classifica
| Pos. | Squadra        | Pt | G | V | N | P | GF | GS | DR  |
| ---- | -------------- | -- | - | - | - | - | -- | -- | --- |
| 1.   | Cina           | 6  | 3 | 3 | 0 | 0 | 8  | 2  | +6  |
| 2.   | Taipei cinese  | 4  | 3 | 2 | 0 | 1 | 8  | 2  | +6  |
| 3.   | Corea del Nord | 2  | 3 | 1 | 0 | 2 | 6  | 7  | -1  |
| 4.   | Thailandia     | 0  | 3 | 0 | 0 | 3 | 1  | 12 | -11 |

#### Risultati
| Hong Kong 18 dicembre 1989                       | Cina      | 1 – 0 | Taipei cinese | Hong Kong Stadium |
| \| \| \| \| \| Wu Weiying 30’ \| Marcatori \| \| |           |       |               |                   |
|                                                  |           |       |               |                   |
| Wu Weiying 30’                                   | Marcatori |       |               |                   |

| Hong Kong 21 dicembre 1989                                                                         | Cina      | 4 – 1           | Corea del Nord | Mong Kok Stadium |
| \| \| \| \| \| Wu Weiying 19’, 38’ Zhang Yan 35’ Liu Ailing 66’ \| Marcatori \| 29’ Chu Jong-Ae \| |           |                 |                |                  |
| |           |                 |                |                  |
| Wu Weiying 19’, 38’ Zhang Yan 35’ Liu Ailing 66’                                                   | Marcatori | 29’ Chu Jong-Ae |                |                  |

| Hong Kong 21 dicembre 1989 | Taipei cinese | 5 – 0 | Thailandia | Mong Kok Stadium |

| Hong Kong 23 dicembre 1989                                                                              | Cina      | 3 – 1                     | Thailandia | Mong Kok Stadium |
| \| \| \| \| \| Wen Lirong 36’ Wu Weiying 62’ Zhang Yan 70’ \| Marcatori \| 34’ Sunee Kridsanachandee \| |           |                           |            |                  |
| |           |                           |            |                  |
| Wen Lirong 36’ Wu Weiying 62’ Zhang Yan 70’                                                             | Marcatori | 34’ Sunee Kridsanachandee |            |                  |

| Hong Kong 23 dicembre 1989                                                                   | Taipei cinese | 3 – 1             | Corea del Nord | Mong Kok Stadium |
| \| \| \| \| \| Shien Su-Jean 24’, 55’ Chen Pau-Tsai 77’ \| Marcatori \| 30’ Yang Mi-Gyong \| |               |                   |                |                  |
|                                                                                              |               |                   |                |                  |
| Shien Su-Jean 24’, 55’ Chen Pau-Tsai 77’                                                     | Marcatori     | 30’ Yang Mi-Gyong |                |                  |

| Hong Kong 24 dicembre 1989 | Corea del Nord | 4 – 0 | Thailandia | Mong Kok Stadium |

### Gruppo B

#### Classifica
| Pos. | Squadra   | Pt | G | V | N | P | GF | GS | DR  |
| ---- | --------- | -- | - | - | - | - | -- | -- | --- |
| 1.   | Giappone  | 6  | 3 | 3 | 0 | 0 | 28 | 0  | +28 |
| 2.   | Hong Kong | 3  | 3 | 1 | 1 | 1 | 3  | 3  | 0   |
| 3.   | Indonesia | 3  | 3 | 1 | 1 | 1 | 8  | 11 | -3  |
| 4.   | Nepal     | 0  | 3 | 0 | 0 | 3 | 0  | 25 | -25 |

#### Risultati
| Hong Kong 18 dicembre 1989                                                      | Hong Kong | 3 – 0 | Nepal | Hong Kong Stadium |
| \| \| \| \| \| Cherry Tsui Sau-King 14’, 67’ Ng Fung-Man 77’ \| Marcatori \| \| |           |       |       |                   |
|                                                                                 |           |       |       |                   |
| Cherry Tsui Sau-King 14’, 67’ Ng Fung-Man 77’                                   | Marcatori |       |       |                   |

| Hong Kong 19 dicembre 1989                                                                                             | Giappone  | 11 – 0 | Indonesia | Mong Kok Stadium |
| \| \| \| \| \| Nagamine 1’, 16’, 54’, 59’ Tezuka 5’, 79’ Handa 11’ Takakura 18’, 51’, 71’ Kioka 33’ \| Marcatori \| \| |           |        |           |                  |
| |           |        |           |                  |
| Nagamine 1’, 16’, 54’, 59’ Tezuka 5’, 79’ Handa 11’ Takakura 18’, 51’, 71’ Kioka 33’                                   | Marcatori |        |           |                  |

| Hong Kong 22 dicembre 1989 | Indonesia | 8 – 0 | Nepal | Mong Kok Stadium |

| Hong Kong 22 dicembre 1989                                        | Giappone  | 3 – 0 | Hong Kong | Mong Kok Stadium |
| \| \| \| \| \| Nagamine 4’ Yamada 48’ Noda 70’ \| Marcatori \| \| |           |       |           |                  |
|                                                                   |           |       |           |                  |
| Nagamine 4’ Yamada 48’ Noda 70’                                   | Marcatori |       |           |                  |

| Hong Kong 24 dicembre 1989 | Giappone  | 14 – 0 | Nepal | Mong Kok Stadium |
| \| \| \| \| \| ? ?’ (aut.) Handa ?’, ?’ Nagamine ?’, ?’, ?’, ?’ Ishibashi ?’ Kuroda ?’ Yamada ?’ Kioka ?’, ?’ Hironaka ?’, ?’ \| Marcatori \| \| |           |        |       |                  |
| |           |        |       |                  |
| ? ?’ (aut.) Handa ?’, ?’ Nagamine ?’, ?’, ?’, ?’ Ishibashi ?’ Kuroda ?’ Yamada ?’ Kioka ?’, ?’ Hironaka ?’, ?’                                   | Marcatori |        |       |                  |

| Hong Kong 24 dicembre 1989 | Hong Kong | 0 – 0 | Indonesia | Mong Kok Stadium |

## Fase a eliminazione diretta

### Tabellone
|  | Semifinali | Semifinali    | Semifinali    |               |      | Finale          | Finale          | Finale          |  |
|  |            |               |               |               |      |                 |                 |                 |  |
|  | 1A         | Cina          | 7             |               |      |                 |                 |                 |  |
|  | 1A         | Cina          | 7             |               |      |                 |                 |                 |  |
|  | 2B         | Hong Kong     | 0             |               |      |                 |                 |                 |  |
|  | 2B         | Hong Kong     | 0             |               | Cina | Cina            | 1               |                 |  |
|  |            |               |               |               | Cina | Cina            | 1               |                 |  |
|  |            |               | Taipei cinese | Taipei cinese | 0    |                 |                 |                 |  |
|  | 1B         | Giappone      | Taipei cinese | Taipei cinese | 0    | 0               |                 |                 |  |
|  | 1B         | Giappone      |               |               |      | 0               |                 |                 |  |
|  | 2A         | Taipei cinese | 1             |               |      | Finale 3º posto | Finale 3º posto | Finale 3º posto |  |
|  | 2A         | Taipei cinese | 1             |               |      |                 |                 |                 |  |
|  |            |               |               |               |      |                 |                 |                 |  |
|  |            |               |               |               |      | Giappone        | Giappone        | 9               |  |
|  |            |               |               |               |      | Giappone        | Giappone        | 9               |  |
|  |            |               |               |               |      | Hong Kong       | Hong Kong       | 0               |  |

### Semifinali
| Hong Kong 26 dicembre 1989                                                            | Cina      | 7 – 0 | Hong Kong | Mong Kok Stadium |
| \| \| \| \| \| Zhang Yan 8’, 9’, 19’, 22’, 53’, 80’ Liu Ailing 43’ \| Marcatori \| \| |           |       |           |                  |
|                                                                                       |           |       |           |                  |
| Zhang Yan 8’, 9’, 19’, 22’, 53’, 80’ Liu Ailing 43’                                   | Marcatori |       |           |                  |

| Hong Kong 26 dicembre 1989                          | Giappone  | 0 – 1             | Taipei cinese | Mong Kok Stadium |
| \| \| \| \| \| \| Marcatori \| 10’ Chou Tai-Ying \| |           |                   |               |                  |
|                                                     |           |                   |               |                  |
|                                                     | Marcatori | 10’ Chou Tai-Ying |               |                  |

### Finale terzo posto
| Hong Kong 29 dicembre 1989                                                                                          | Giappone  | 9 – 0 | Hong Kong | Hong Kong Stadium |
| \| \| \| \| \| Kioka ?’ (rig.), ?’ (rig.), ?’ (rig.), ?’ Handa ?’, ?’, ?’ Watanabe ?’ Matsuda ?’ \| Marcatori \| \| |           |       |           |                   |
| |           |       |           |                   |
| Kioka ?’ (rig.), ?’ (rig.), ?’ (rig.), ?’ Handa ?’, ?’, ?’ Watanabe ?’ Matsuda ?’                                   | Marcatori |       |           |                   |

### Finale
| Hong Kong 29 dicembre 1989                      | Cina      | 1 – 0 | Taipei cinese | Hong Kong Stadium |
| \| \| \| \| \| Niu Lijie 23’ \| Marcatori \| \| |           |       |               |                   |
|                                                 |           |       |               |                   |
| Niu Lijie 23’                                   | Marcatori |       |               |                   |

## Statistiche

### Classifica marcatrici
classifica incompleta
9 reti
- Kaori Nagamine

8 reti
- Zhang Yan

7 reti
- Futaba Kioka (3 rig.)

6 reti
- Etsuko Handa

4 reti
- Wu Weiying

3 reti
- Asako Takakura

2 reti
- Kazuko Hironaka
- Takako Tezuka
- Chiaki Yamada
- Cherry Tsui Sau-King
- Shien Su-Jean

1 rete
- Chu Jong-Ae
- Yang Mi-Gyong
- Liu Ailing
- Ma Li
- Niu Lijie
- Wen Lirong
- Sun Qingmei
- Noriko Ishibashi
- Kyoko Kuroda
- Michiko Matsuda
- Akemi Noda
- Yumi Watanabe
- Ng Fung-Man
- Chou Tai-Ying
- Chen Pau-Tsai
- Sunee Kridsanachandee

autoreti
- ? (pro Giappone)